# Marcelo Gullo
Pour les articles homonymes, voir Gullo.
Marcelo Gullo Omodeo, né le 3 janvier 1963 à Rosario, est un politiste, géopoliticien et historien argentin. Professeur à l'Université nationale de Lanús (es) et à l'École supérieure de guerre d'Argentine (es), il est notamment connu pour sa théorie de l'« insubordination fondatrice » et pour son travail sur la légende noire espagnole.

## Biographie
Marcelo Gullo Omodeo est titulaire d'un diplôme en sciences politiques de l'Université del Salvador, d'une maîtrise en relations internationales de l'Institut universitaire de hautes études internationales de l'Université de Genève, d'un diplôme en études internationales de l'École diplomatique de Madrid (es) et d'un doctorat en sciences politiques de l'Université nationale de Rosario et de l'Université Paris-VII.
Professeur à l'Université nationale de Lanús (es) et à l'École supérieure de guerre d'Argentine (es), ainsi que chercheur associé à l'Institut d'études stratégiques de l'Université Fédérale Fluminense (es), il est également conseiller en relations internationales auprès de la Fédération hispano-américaine des travailleurs de l'éducation et de la culture (FLATEC) et conseiller à la vice-présidence de la Commission des relations extérieures de la Chambre des députés de la Nation argentine.
Il est un disciple du politiste brésilien Helio Jaguaribe (es) et du sociologue et théologien uruguayen Alberto Methol Ferré (es).

## Travaux
Marcelo Gullo est notamment l'auteur de la théorie de l'« insubordination fondatrice », selon laquelle tous les pays qui ont réussi à se développer et à se consolider durablement en tant que grandes puissances l'ont fait grâce à une « insubordination » face aux normes imposées par les forces jusqu'alors dominantes. 
Ses théories font régulièrement l’objet de débats, une partie de ses adversaires considérant Marcelo Gullo comme le défenseur d’une approche nationaliste de l'histoire et de la géopolitique. Pourtant, selon le chroniqueur Juan Ortiz, Marcelo Gullo a su s'imposer comme l'un des principaux penseurs d'Amérique du Sud, tant dans le domaine universitaire qu'en dehors.
Selon le politiste Arnaud Imatz, Marcelo Gullo s'inscrit dans un courant de pensée « en rupture avec la doxa et l’idéologie du politiquement correct » et « est sans doute l’une des figures les plus en pointe dans [la] résistance et [le] combat culturel » contre la légende noire espagnole. Il bat d'ailleurs dans les années 2020 « des records de vente » en Espagne avec ses livres Madre Patria (2021, « La mère patrie », sous-titré : « Démonter la légende noire depuis Bartolomé de las Casas jusqu’au séparatisme catalan ») et Nada por lo que pedir perdón (2022, « Pas de raison de s’excuser », sous-titré : « L’importance de l’héritage espagnol face aux atrocités commises par les ennemis de l’Espagne »), préfacés respectivement par Alfonso Guerra, ancien vice-président PSOE du gouvernement, et Carmen Iglesias (es), directeur de l'Académie royale d'histoire. 
En 2021, le musicien Ber Stinco sort un album intitulé La insubordinación fundante, produit par Diego Fusaro et Franco Colautti, en l'honneur de Marcelo Gullo et de son œuvre.

## Ouvrages

### Traductions françaises
- Le temps des États continentaux ?  (préf. Bernard Seillier), Paris, Pierre Téqui, 2010, 256 p. (ISBN 978-2740315460).
- Ceux qui devraient demander pardon : la légende noire espagnole et l'hégémonie anglo-saxonne, Paris, L'Artilleur, 2024, 490 p. (ISBN 9782810012312).

### Publications originales
- (es) Argentina Brasil: La Gran oportunidad, Biblos, 2005.
- (es) La insubordinación fundante: Breve historia de la construcción del poder de las naciones, Biblos, 2008.
- (es) Insubordinación y Desarrollo: las claves del éxito y el fracaso de las naciones, Biblos, 2012.
- (es) La historia oculta. La lucha del pueblo argentino por su independencia del imperio inglés, Biblos, 2013.
- (es) Conversaciones con Alberto Methol Ferré, Fabro, 2013.
- (es) Haya de la Torre. La lucha por la Patria Grande (1917-1931), Editorial de la Universidad Nacional de Lanús, 2014.
- (es) Relaciones Internacionales: Una teoría crítica desde la periferia sudamericana, Biblos, 2018.
- (es) Madre Patria. Desmontando la leyenda negra desde Bartolomé de las Casas hasta el separatismo catalán  (préf. Alfonso Guerra), Grupo Planeta, 2021.
- (es) Nada por lo que pedir perdón. La importancia del legado español frente a las atrocidades cometidas por los enemigos de España  (préf. Carmen Iglesias (es)), Editorial Espasa, 2022, 464 p. (ISBN 978-8467066654).
- (es) Lo que América le debe a España: El legado español en el Nuevo Mundo, Editorial Espasa, 2023.